# Not So Silent Night
Not So Silent Night ist das zweite englischsprachige Weihnachtsalbum der deutschen Popsängerin Sarah Connor. Es wurde am 18. November 2022 bei der Universal Music Group veröffentlicht, genau 17 Jahre nach ihrem ersten Weihnachtsalbum Christmas in My Heart. Connor hat die Lieder für das Album selbst geschrieben.

## Titelliste
| Nr.          | Titel                              | Länge |
| ------------ | ---------------------------------- | ----- |
| 1.           | Jolly Time of Year                 | 2:02  |
| 2.           | Ring Out the Bells                 | 3:59  |
| 3.           | Not So Silent Night                | 2:45  |
| 4.           | Blame It on the Mistletoe          | 2:28  |
| 5.           | 24th                               | 3:24  |
| 6.           | (1,2,3,4) Shots of Patron          | 2:59  |
| 7.           | Christmas 2066                     | 3:19  |
| 8.           | Santa, If You’re There             | 3:03  |
| 9.           | Quiet White                        | 3:56  |
| 10.          | Come Home                          | 3:42  |
| 11.          | I Think I’m in Love with You       | 3:04  |
| 12.          | Don’t You Know That It’s Christmas | 2:30  |
| 13.          | The Christmas Song                 | 4:14  |
| Gesamtlänge: | Gesamtlänge:                       | 41:32 |

## Rezeption

### Rezensionen
Kerstin Kratochwill, Musikkritikerin von laut.de, schrieb zusammenfassend zu den Titeln des Albums: „[…] So vermeintlich wild wie ihr Tattoo ist dann auch das Album mit Eigenkompositionen geworden, die von klassischem Swing-Pop mit Glöckchengeklingele über Formatradio-Power-Pop-Rock oder Mariah-Carey-Gedächtnis-Soul-Pop hin zur sentimentalen Bombast-Ballade für die Oma reichen.“

### Chartplatzierungen
Not So Silent Night erreichte Platz eins der deutschen Albumcharts. Die Sängerin stand damit zum vierten Mal an der Spitze der deutschen Albumcharts.
| Periode   | Höchstplatzierung, GesamtwochenChartplatzierungen (Periode, Platzierungen, Wochen) | Höchstplatzierung, GesamtwochenChartplatzierungen (Periode, Platzierungen, Wochen) | Höchstplatzierung, GesamtwochenChartplatzierungen (Periode, Platzierungen, Wochen) |
| Periode   | DE                                                                                 | AT                                                                                 | CH                                                                                 |
| --------- | ---------------------------------------------------------------------------------- | ---------------------------------------------------------------------------------- | ---------------------------------------------------------------------------------- |
| 2022/23   | DE1 (6 Wo.)DE                                                                      | AT7 (5 Wo.)AT                                                                      | CH17 (6 Wo.)CH                                                                     |
| 2023/24   | DE8 (6 Wo.)DE                                                                      | AT20 (5 Wo.)AT                                                                     | —                                                                                  |
| 2024/25   | DE44 (2 Wo.)DE                                                                     | —                                                                                  | —                                                                                  |
| Insgesamt | DE1 (14 Wo.)DE                                                                     | AT7 (10 Wo.)AT                                                                     | CH17 (6 Wo.)CH                                                                     |

| ChartsJahrescharts (2022) | Platzierung |
| ------------------------- | ----------- |
| Deutschland (GfK)         | 44          |

| ChartsJahrescharts (2023) | Platzierung |
| ------------------------- | ----------- |
| Deutschland (GfK)         | 71          |